# مقتل سوزان سميث
سوزان سميث سابقا دانيلز (1961 - 8 يونيو 1989) كانت مخبرة أمريكية لمكتب التحقيقات الفيدرالي. تم خنقها على يد معالجها وعشيقها عميل مكتب التحقيقات الفيدرالي مارك بوتنام وهو أول عميل مكتب التحقيقات الفيدرالي يتم اتهامه بارتكاب جريمة قتل.

## النشأة
ولدت سوزان دانيلز سميث عام 1961 في ماتيوان بولاية فيرجينيا الغربية لوالدها سيدني "سيد" دانيلز وهو عامل منجم فحم سابق عاطل عن العمل وتريسي دانيلز مدبرة منزل. كانت الخامسة من بين تسعة أطفال. انتقل والداها إلى فريبورن بولاية كنتاكي عندما كانت سوزان رضيعة. درست في مدرسة فريبيرن الابتدائية لكنها تركت الدراسة في الصف السابع بسبب مشاكل مالية داخل عائلتها.

## الأحداث

### الخلفية
في عام 1977 التقت سوزان دانيلز آنذاك بكينيث سميث وهو تاجر محلي للميثامفيتامين والبي سي بي والكوكايين. كان عمره 22 عاما في ذلك الوقت وكان عمرها 15 عاما. لقد تزوجا بحلول وقت اعتقال كينيث في نوفمبر 1979. بحلول منتصف الثمانينات أنجبت سوزان طفلين. ومع ذلك بدأت العلاقة بين الزوجين متضاربة وتأثرت بشدة بسبب تعاطي المخدرات. انفصلت سوزان وكينيث في نهاية المطاف على الرغم من أنهما استمرا في تقاسم منزلهما مع بعضهما البعض ومع أطفالهما.

### اتصال سميث المبكر
في عام 1987 بدأ عميل مكتب التحقيقات الفيدرالي يدعى مارك بوتنام أول تحقيق له في بايكسفيل بولاية كنتاكي. كان هدفه إلقاء القبض على المدان السابق وسارق البنك البالغ من العمر 32 عاما كارل إدوارد "كات آيز" لوكهارت الذي كان صديقا لكينيث سميث. أوصى نائب الشريف المحلي ألبرت "بيرت" هارتفيلد بأن تقوم صديقته القديمة سوزان سميث بزيارة بوتنام لكسب دخل إضافي ولمساعدته في القضية. بدأ سميث وبوتنام في إجراء اتصالات متكررة لتبادل المعلومات حول خطط لوكهارت الإجرامية القادمة. تم القبض على لوكهارت في ديسمبر 1987 وفي العام التالي حكم عليه بالسجن لمدة 57 عاما بتهمة السرقة. تلقت سميث 5000 دولار أمريكي (ما يعادل 13400 دولار أمريكي في عام 2023) لمساهمتها في القضية.

### الزنا والقتل
وفقا لبوتنام أصبح اتصاله بسميث أقل تكرارا بعد إغلاق قضية لوكهارت. ومع ذلك أصرت سميث على مواصلة علاقتهما وبحلول منتصف عام 1988 بدأا علاقة جنسية نشطة. ومع ذلك كان بوتنام يدرك أن سلوكه يمكن أن يضر بحياته المهنية وعائلته وفي أوائل عام 1989 وقع على عريضة لنقله من كنتاكي إلى فلوريدا من أجل التركيز على قضايا أخرى. ومع ذلك في منتصف عام 1989 كان عليه العودة لاستكمال تحقيق غير ذي صلة. عندما وصل إلى كنتاكي اتصلت به سميث بشأن حملها وأخبرته أن الطفل هو طفله. أصر بوتنام على أنه وزوجته كاثي يستطيعان تبني الطفل لكن سميث رفضت.
في 8 يونيو 1989 اصطحب بوتنام سميث في سيارته المستأجرة إلى منطقة خالية وبعد مناقشة قصيرة وتهديدات من كلا الجانبين بدأوا القتال. في ذلك الوقت قام بوتنام بخنق وقتل سميث ووضع جثتها في صندوق سيارته. وفي اليوم التالي ألقى بجثة سميث على طول طريق قديم لتعدين الفحم. غادر بوتنام كنتاكي وعاد إلى عائلته في فلوريدا. بعد ثلاثة أيام أبلغت شقيقتها شيلبي وارد عن اختفاء سميث.
في عام 1990 أصبح التحقيق في وفاة سميث أمرا يخص مكتب التحقيقات الفيدرالي حيث كان بوتنام موضع شك في اختفائها. خضع بوتنام لامتحان كشف الكذب لكنه فشل. اعترف بعد ذلك وأقر بأنه مذنب بخنق سميث عن طريق الخطأ وأخبر السلطات بمكان العثور على جثتها. وفي نفس العام حكم عليه بالسجن لمدة 16 عاما بتهمة القتل غير العمد من الدرجة الأولى.

## مرتكب الجريمة
مارك ستيفن بوتنام (من مواليد 4 يوليو 1959) كان عالما في علم الجريمة وعمل كعميل لمكتب التحقيقات الفيدرالي من عام 1987 إلى عام 1990 وأول عميل لمكتب التحقيقات الفيدرالي يدان بارتكاب جريمة قتل. درس في جامعة تامبا حيث تخصص في علم الجريمة. في أكتوبر 1986 تخرج بوتنام من أكاديمية مكتب التحقيقات الفيدرالي وبعد ذلك بوقت قصير تزوج من كاثي بوتنام ابنة أحد المطورين العقاريين الأثرياء.
حكم عليه بالسجن 16 عاما وأطلق سراحه بعد 10 سنوات لحسن سلوكه بعد أن وصف ب"السجين النموذجي".
في عام 1998 بينما كان لا يزال مسجونا توفيت زوجته كاثي بسبب فشل عضوي بسبب إدمان الكحول.
تم إطلاق سراح بوتنام من السجن عام 2000 عن عمر يناهز 41 عاما. انتقل إلى جورجيا وتزوج مرة أخرى وعمل مدربا شخصيا في عام 2016.

## في الثقافة الشعبية
- كانت القضية موضوع كتاب قاتل مكتب التحقيقات الفيدرالي (1992) وهو كتاب من تأليف أفروديت جونز.[8]
- كانت القضية موضوع كتاب فوق الشبهات (1993) وهو كتاب كتبه جو شاركي.[9]
- ظهرت القضية في حلقة عام 2016 من سلسلة اكتشاف التحقيق خيانة.
- تم إصدار فيلم مقتبس من كتاب شاركي بعنوان أيضا فوق الشبهات في عام 2019 بطولة إميليا كلارك في دور سوزان سميث وجاك هيوستن في دور مارك بوتنام.